# Defeito cristalográfico
Sólidos cristalinos exibem uma estrutura cristalina periódica. As posições dos átomos ou moléculas ocorre com a repetição de distâncias fixas, determinadas pelos parâmetros da célula unitária. Entretanto, o arranjo de átomos ou moléculas na maior parte dos materiais cristalinos não é perfeita. Os padrões são interrompidos por defeitos cristalográficos.

## Defeitos pontuais
Defeitos pontuais são defeitos que ocorrem somente em ou entorno de um único ponto de retículo. Eles não são se estendem no espaço de qualquer dimensão. Limites estritos para o quão pequeno o defeito pontual é que, geralmente não são definidas explicitamente, mas geralmente esses defeitos envolvem, no máximo uns poucos átomos extras ou ausentes. Defeitos maiores em uma estrutura ordenada são geralmente considerados deslocamentos. Por razões históricas, muitos defeitos pontuais, especialmente em cristais iônicos, são chamados centros: por exemplo uma vacância em muitos sólidos iônicos é chamada um centro de luminescência, um centro de cor, ou centro F. Estes deslocamentos permitem transporte iônico através de cristais conduzindo à reações eletroquímicas. Estas são frequentemente especificadas usando-se Notação de Kröger–Vink.

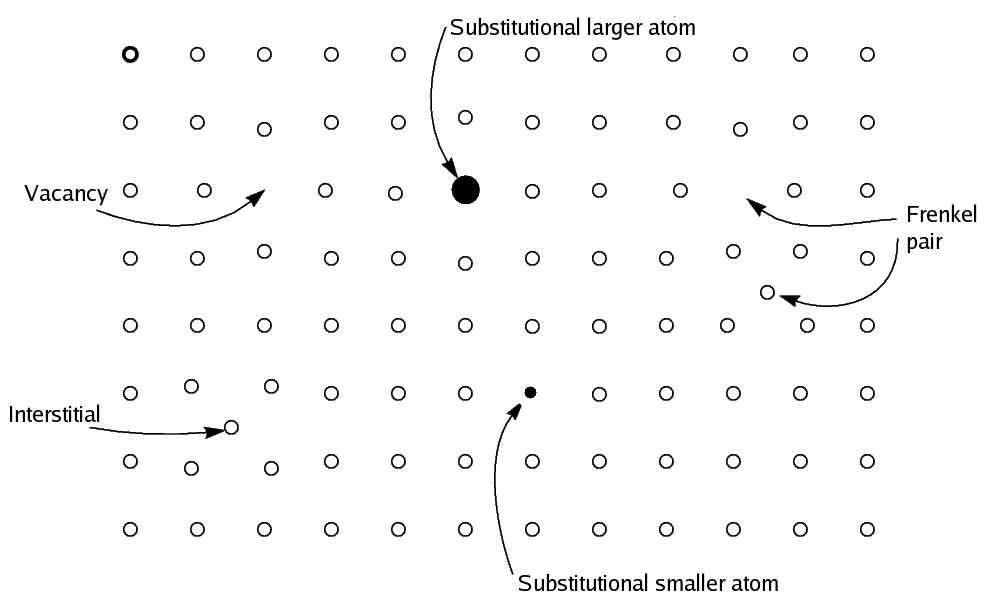
Defeitos pontuais presentes em sólidos monoatômicos

- Defeitos de vacância são sítios em retículos que seria ocupado em um cristal perfeito, mas estão vagos. Se um átomo da vizinhança se move para ocupar o lugar vago, a vaga se move na direção oposta ao local que costumava ser ocupado pelo átomo em movimento. A estabilidade da estrutura garante em torno do cristal que os átomos vizinhos não irão simplesmente colapsar em torno da vaga. Em alguns materiais, os átomos vizinhos realmente se afastam de uma vaga, porque sentem atração dos átomos nas cercanias. Uma vaga (ou par de vagas em um sólido iônico) é chamado às vezes um defeito de Schottky.
- Defeitos intersticiais são átomos que ocupam um local em espaços vazios na estrutura cristalina, onde geralmente não há um átomo.
- Defeitos substitucionais são impurezas que ocupam posições no lugar de alguns átomos no metal. Essas impurezas normalmente são adicionadas intencionalmente para que as ligas metálicas tenham as características desejadas. Os materiais nunca são 100% puros.